# Lago di cava

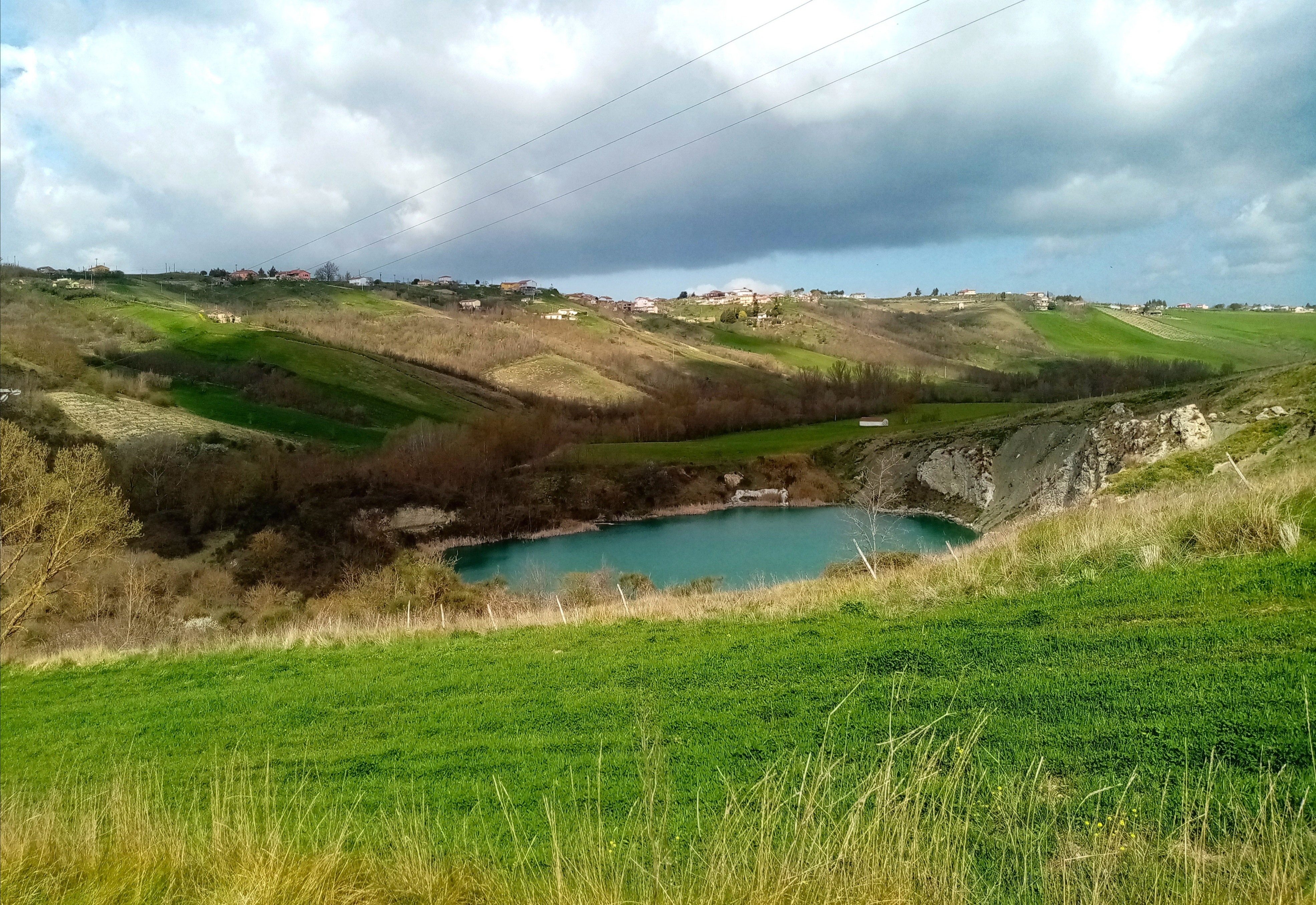
Un lago di cava occupa il fondo di una vecchia cava di gesso nell'alta valle del Cervaro, presso Ariano Irpino

Un lago di cava, talvolta detto laghetto di cava, è un bacino idrico formatosi all'interno di una cava dismessa. La genesi di un tale invaso è dunque recente e artificiale, tuttavia un lago di cava (a differenza di un comune lago artificiale) non è stato creato su progetto per uno scopo specifico, ma si è formato invece spontaneamente a causa dell'afflusso incontrollato di acque sorgive o meteoriche in quella che in origine era una normale cava a fossa.
Non di rado un lago di cava può iniziare a formarsi quando le attività estrattive sono ancora in corso, solitamente a causa della fortuita perforazione della volta di una falda acquifera; durante tale fase l'allagamento della cava può essere comunque impedito mediante l'uso continuato di idrovore o di altre pompe idrauliche, ma ciò comporta inevitabilmente un significativo incremento dei costi operativi che sovente prelude al definitivo abbandono del sito.

## Caratteristiche
Le caratteristiche di un lago di cava sono molto diverse rispetto a quelle dei laghi naturali e differiscono anche da quelle dei laghi artificiali propriamente detti. Le dimensioni sono spesso ridotte in proporzione alla profondità, che invece può essere anche rilevante con frequente presenza di abissi. Le sue sponde generalmente mancano della tipica fascia palustre e sono spesso costituite da scogliere subverticali, che in origine erano le pareti della cava. Sotto la superficie idrica possono essere presenti rocce acuminate o finanche rottami di macchinari già adibiti all'attività estrattiva, il che contribuisce a rendere molto pericolosi il nuoto, la balneazione e soprattutto i tuffi, senza contare che nelle zone extratropicali la temperatura delle acque tende a mantenersi insolitamente bassa perfino nelle stagioni più calde.
Inoltre, poiché un lago di cava sorge entro uno strato roccioso più o meno omogeneo, le sostanze nutritive presenti al suo interno sono mediamente scarse, ragion per cui la flora e la fauna sono relativamente povere, e comunque differenti da quelle riscontrabili in altri laghi di diversa natura localizzati nei paraggi. La carenza di flora e fauna, nonché la profondità spesso notevole, conferiscono un tipico colore blu-turchese alle loro acque, le quali si presentano solitamente dolci (fatta eccezione per le zone aride o litoranee) e notevolmente limpide (salvo casi di inquinamento); ciò costituisce un notevole elemento distintivo rispetto ai laghi di miniera (ossia quei laghi formatisi in ex-miniere) nei quali l'elevata concentrazione di uno o più minerali nei loro fondali e negli adiacenti depositi di ganga determina spesso una particolare colorazione delle loro acque.